# El Forjador (Sabadell)
El Forjador és una escultura de Josep Llimona feta en bronze i situada al parc del Nord de Sabadell. Fa 2,5 x 1,2 x 1,2 m i es tracta d'una còpia de l'any 1984 de l'original fet el 1914.
L'original es conserva al Museu Nacional d'Art de Catalunya de Barcelona. La còpia la va encarregar l'Ajuntament de Sabadell a la Fundició Vila de Valls, amb la finalitat d'homenatjar el Treball, tal com ho demostren les dades iconogràfiques del martell, l'escarpa i el davantal de manera que es va convertir en un autèntic referent identitari als barris del nord de Sabadell.
A Barcelona es conserven tres còpies més d'aquesta escultura: una al recinte de la Fira de Montjuïc, una altra a la plaça de Tetuan i una tercera, feta en pedra, a les fonts de la plaça de Catalunya. A la façana de la seu central de l'antiga Caixa de Sabadell (al carrer de Gràcia, 17) encara n'hi ha una altra versió, amb barret i feta de pedra a Sabadell.